# Giuliano Sarti
Giuliano Sarti (2 de outubro de 1933 - 5 de junho de 2017) foi um jogador de futebol profissional italiano, que jogou na posição de goleiro. Ao longo de sua carreira bem sucedida, ele jogou por vários clubes italianos, embora ele seja principalmente lembrado por seu sucesso com a Fiorentina e como goleiro da "Grande Inter" da década de 1960 que conquistou a Itália e a Europa.

## Carreira
Sarti é principalmente lembrado por ter sucesso em suas temporadas na Fiorentina e na Inter de Milão, clubes com os quais ele ganhou vários troféus domésticos e internacionais.  
Sarti começou sua carreira nas divisões inferiores no Centese (1952-53) e no Bondenese (1953-54), ele se transferiu para a Fiorentina em 1954, onde logo conseguiu obter um lugar na formação inicial da equipe apesar concorrência de Leonardo Costagliola e Enrico Albertosi. Durante o seu tempo com o clube (1954-63), ele venceu os títulos da Serie A, da Coppa Italia e da Liga Europa. 

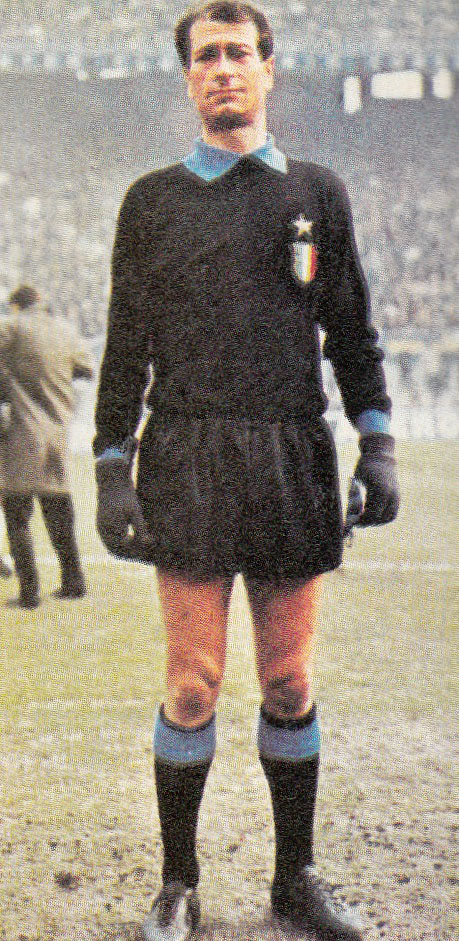
Sarti com a Inter de Milão na década de 1960

Sarti é principalmente conhecido pelo seu papel na "Grande Inter" da década de 1960 sob o comando de Helenio Herrera. Ele se juntou ao clube em 1963 e, durante seu tempo com a equipe, formou uma parceria lendária com os zagueiros Burgnich e Facchetti, bem como Armando Picchi, na tenaz defesa "catenaccio" da Inter que ajudou a equipe a conquistar o italiano, o europeu e o futebol mundial, durante as suas cinco temporadas com o clube, ele ganhou dois títulos da Serie A, duas Liga dos Campeões e duas Copas Intercontinentais. 
Depois de deixar a Inter em 1968, ele passou a temporada 1968-69 com a Juventus como reserva para Roberto Anzolin. Ele na temporada seguinte se juntou a Unione Valdinievole, onde permaneceu até sua aposentadoria em 1973.

## Na Seleção

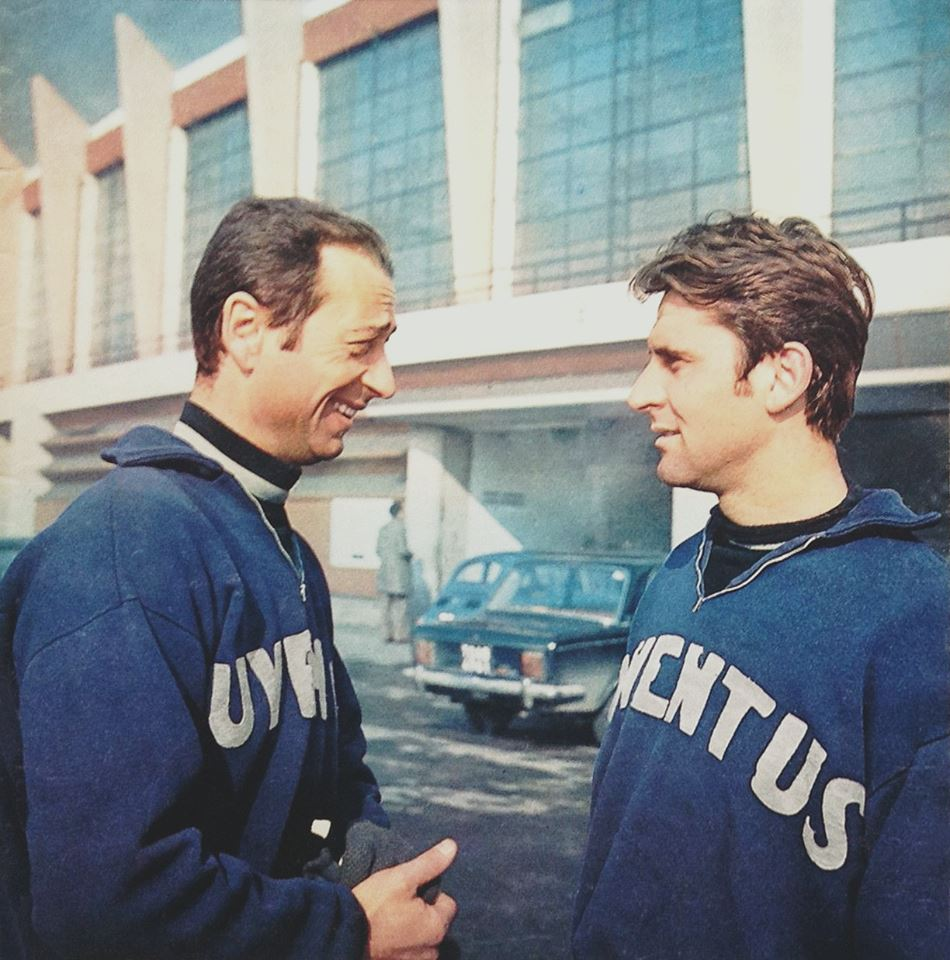
Sarti (à esquerda) com a Juventus na temporada 1968-69, em uma sessão de treino com o colega Roberto Anzolin.

Sarti também representou a Itália oito vezes ao longo de sua carreira entre 1959 e 1967. Ele nunca foi convocado para um grande torneio com a Itália devido à concorrência de vários outros goleiros italianos notáveis na época. Ele estreou internacionalmente em 29 de novembro de 1959, em um empate 1-1 contra a Hungria.

## Estilo de jogo
Sarti foi um dos maiores e mais bem sucedidos goleiros italianos de todos os tempos. Um garoto consistente e confiável conhecido por suas habilidades, ele também é lembrado por sua compostura, personalidade e mentalidade forte, bem como seu sentido de posição no gol, o que lhe permitiu tornar eficiente.
Ele também é lembrado por revolucionar o papel do goleiro na Itália, devido à sua tendência de apressar sua linha defensiva para antecipar atacantes adversários ou estar envolvido na construção de jogadas, saindo de sua área para jogar a bola para seus defensores. Em situações de um contra um, no entanto, ele geralmente preferia permanecer mais perto de sua linha e posicionar-se com seu corpo constantemente de frente para o atacante, a fim de aumentar a distância entre ele e seu oponente, dando-lhe mais tempo para parar a bola; Este estilo de jogo, que foi descrito mais tarde como "geométrico" em vez de "reativo" por Sarti, foi considerado incomum para o tempo, mas muito eficaz.

## Após aposentadoria
Sarti se aposentou do futebol profissional em 1969, depois de uma temporada com a Juventus. Depois de se aposentar, ele também trabalhou como treinador da Lucchese .  

## Morte
Sarti morreu em Florença em 5 de junho de 2017, aos 83 anos, após um mal súbito. 

## Títulos

### Clube
Fiorentina 
- Campeão da Série A:1955-56.
- Vencedor da Coppa Italia:1960-61.
- Vencedor da Liga Europa:1960-61.

Inter 
- Campeão da Serie A:1964-65, 1965-66.
- Vencedor da Liga dos Campeões : 1963-64 e 1964-65 .
- Vencedor da Copa Intercontinental:1964 e 1965 .

### Individual
- Hall da Fama da Fiorentina[3]